# Mikałaj Żhun
Mikałaj Anatoljewicz Żhun (biał. Мікалай Анатольевіч Жгун, ros. Николай Анатольевич Жгун, Nikołaj Anatoljewicz Żgun; ur. 3 listopada 1956 w Uhłach w rejonie kopylskim) – białoruski polityk, inżynier i wykładowca; deputowany do rad deputowanych szczebla obwodowego i rejonowego, w latach 2008–2012 deputowany do Izby Reprezentantów Zgromadzenia Narodowego Republiki Białorusi IV kadencji.

## Życiorys
Urodził się 2 listopada 1956 roku we wsi Uhły, w rejonie kopylskim obwodu mińskiego Białoruskiej SRR, ZSRR. Ukończył Białoruski Państwowy Instytut Politechniczny, uzyskując wykształcenie inżyniera wykładowcy oraz Białoruski Państwowy Uniwersytet Ekonomiczny ze specjalnością „ekonomika i zarządzanie gospodarką narodową”. Pracował jako ślusarz remontowy w Mińskiej Fabryce Instrumentów im. Włodzimierza Lenina, wykładowca dyscyplin ogólnotechnicznych, kierownik dziennego oddziału mechano-technicznego, zastępca dyrektora ds. nauczania, dyrektor Mołodeczańskiego Państwowego Koledżu Politechnicznego. Był deputowanym do Mińskiej Obwodowej Rady Deputowanych i Mołodeczańskiej Rejonowej Rady Deputowanych.
27 października 2008 roku został deputowanym do Izby Reprezentantów Zgromadzenia Narodowego Republiki Białorusi IV kadencji z Mołodeczańskiego Miejskiego Okręgu Wyborczego Nr 70. Pełnił w niej funkcję członka Stałej Komisji ds. Edukacji, Kultury, Nauki i Postępu Naukowo-Technicznego. Od 13 listopada 2008 roku był członkiem Narodowej Grupy Republiki Białorusi w Unii Międzyparlamentarnej.

## Odznaczenia
- Gramota Pochwalna Ministerstwa Edukacji Republiki Białorusi;
- Gramota Pochwalna Mołodeczańskiej Rejonowej Rady Deputowanych;
- Gramota Pochwalna Mołodeczańskiego Rejonowego Komitetu Wykonawczego;
- Odznaka „Wybitny Pracownik Edukacji Republiki Białorusi”[1].

## Życie prywatne
Mikałaj Żhun jest żonaty, ma dwóch synów.